# Adelaide Manning

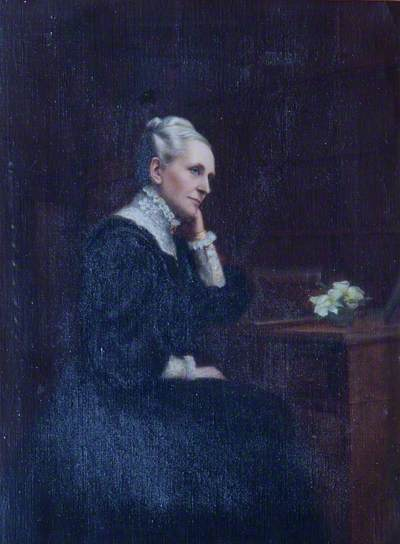
Adelaide Manning, Porträt im Girton College, unbek. Künstler

Elizabeth Adelaide Manning (* 1828 in Bloomsbury, London; † 10. August 1905 in Kensington, London) war eine englisch-britische Journalistin und Herausgeberin. Sie setzte sich mit ihrer Stiefmutter Charlotte Manning für Kindergärten und die Fröbel-Padagogik ein. Sie war eine der ersten Studentinnen, die das Girton College besuchten. Manning engagierte sich besonders für die National Indian Association, die sich für Bildung und die Bedürfnisse von Frauen in Britisch-Indien einsetzte.

## Leben
Manning wurde als Tochter von Clarissa Manning, geborene Palmer, und James Manning geboren. Der Vater war ein Rechtsanwalt, der der Law Amendment Society beim Married Women’s Property Act 1870 half, eine Änderung des Gesetzes über das Eigentum verheirateter Frauen zu erreichen.
Manning war 1874 zusammen mit ihrer Cousine Caroline Bishop Gründungsmitglied der Londoner Froebel Society. Bishop beriet das Londoner Schulamt in Bezug auf die Anwendung von Kindergartenmethoden, und Manning hielt vor der Social Science Association einen Vortrag zum selben Thema. Im darauffolgenden Jahr wurde die Society zur National Froebel Foundation. Sie war eine der ersten Schülerinnen, die das Girton College besuchte, nachdem sie die Aufnahmeprüfung bestanden hatte. Ihre Stiefmutter Charlotte Manning war dort kurzzeitig die erste Leiterin.
Im Februar 1871 hatten Manning und ihre Stiefmutter den Londoner Zweig der National Indian Association (NIA) gegründet. Charlotte Manning starb im darauffolgenden Monat und Manning wurde zunehmend zur Hauptvertreterin der Gesellschaft. Sie gab die Zeitschrift der Gesellschaft heraus, deren Titel sich 1886 von The Journal of the National Indian Association in The Indian Magazine und 1891 in The Indian Magazine and Review änderte, immer noch unter der Leitung von Manning.
In den 1880er Jahren startete das NIA zwei Initiativen, bei denen Manning eine wichtige Rolle spielte. Die erste war die 1882 ins Leben gerufene Kampagne Medical Women for India, die darauf abzielte, Ärztinnen auszubilden, die bereit waren, zumindest für einen Teil ihrer beruflichen Laufbahn in Indien, insbesondere mit indischen Frauen, zu arbeiten. Mannings Beteiligung an der Gründung des Royal Free Hospital war hier von Nutzen. Die zweite Initiative betraf die Aufsicht über indische Studenten, die in England arbeiteten. Das NIA erstellte zunächst Orientierungshilfen und schließlich 1893 ein von Manning verfasstes Handbuch mit Informationen zu Universitäts- und Berufsstudien usw. für indische Studenten im Vereinigten Königreich. Manning betrieb selbst eine Politik der offenen Tür und kümmerte sich besonders um diese Studenten.
1888 wandte sich Cornelia Sorabji aus Indien an die NIA und bat um Unterstützung bei der Absolvierung eines Universitätsstudiums. Dieses anliegen wurde von Mary Hobhouse unterstützt, und Manning steuerte Gelder bei, ebenso wie Florence Nightingale und andere. Sorabji kam 1889 in England an und wohnte bei Manning. Sorabji war die erste Frau, die ein Jurastudium in Oxford abschloss, und sie hielt während ihrer Karriere Kontakt zur NIA.
Im Juli 1904 wurde Manning vom König für ihre Verdienste um das britische Raj mit der Kaisar-i-Hind Medal erster Klasse ausgezeichnet.
Manning starb 1905 in London.
Manning hinterließ Vermächtnisse an die NIA, die Froebel Society, das Royal Free Hospital und die Theistic Church von Charles Voysey in Piccadilly. Sie hinterließ ihre Medaille und weitere 2000 Pfund dem Girton College. Ein Porträt von ihr (nach einer Fotografie) wurde von Emily Davies dem Girton College geschenkt, und Manning überließ dem College ein Porträt ihrer Stiefmutter Charlotte Manning.